# Global Aviation
Global Aviation est une compagnie aérienne libyenne avec sa base d'attache à Tripoli.
Son code OACI est GAK. La compagnie figure sur la liste des transporteurs aériens interdits dans l'Union européenne.

## Histoire
Global Aviation a été créée en 2006.

## Services
Global Aviation effectue des vols de ligne vers quatre destinations : (juin 2007)
- Benghazi, Dubaï, Istanbul, Tripoli.

## Flotte
La flotte de Global Aviation est composée de : (28 octobre 2015)
- 1 DC-10
- 3 DC-9
- 1 MD-80
- 5 A320-200